# Brian Tatler
Brian Tatler es un músico británico, reconocido por ser uno de los fundadores y guitarrista de la agrupación inglesa Diamond Head, exponente del movimiento musical llamado nueva ola del heavy metal británico. Tatler fundó la banda junto a su compañero de clases Duncan Scott. Más tarde contaron con la colaboración de Sean Harris y Colin Kimberley en la voz y el bajo respectivamente. Brian ha participado en todos los álbumes que ha grabado la banda desde el reconocido Lightning to the Nations de 1980 hasta la fecha.

## Discografía
- Lightning to the Nations también conocido como The White Album (1980) – Diamond Head
- Borrowed Time (1982) – Diamond Head
- Canterbury (1983) – Diamond Head
- Death and Progress (1993) – Diamond Head
- All Will Be Revealed (2005) – Diamond Head
- What's in Your Head? (2007) – Diamond Head
- Diamond Head (2016) – Diamond Head